# Schleswig-Tegelnoor-Wracks
Die Schleswig-Tegelnoor-Wracks sind Reste einer kleinen Bootsflotille des 17. Jahrhunderts, die in den Sedimenten des ehemaligen Tegelnoores bei Schleswig erhalten geblieben sind. Das Tegelnoor, eine kleine Bucht der Ostseeförde Schlei, ist seit 1969 vom größeren Gewässer abgeschnitten und verlandet. Die Wracks wurden erstmals 1822 beschrieben, 1859 untersucht und kartiert und schließlich 1996 wiederentdeckt und datiert. Die Fundstelle liegt bei 54° 30′ 20,2″ N, 9° 32′ 46,8″ O.

## Die erste Beschreibung 1822
Bereits in den Jahren 1818 und 1822 waren diese Schiffswracks bei extremen Wetterlagen sichtbar geworden. Im Jahr 1818 hatte man vier Schiffe gesehen und von einem von ihnen eine eiserne Schiffskanone abgeborgen. Der Schleswiger Chronist und Instrumentenbauer Johann Christian Jürgensen (1744–1823) hatte die Funde im Jahre 1822 beschrieben.

## Untersuchung und Kartierung 1859

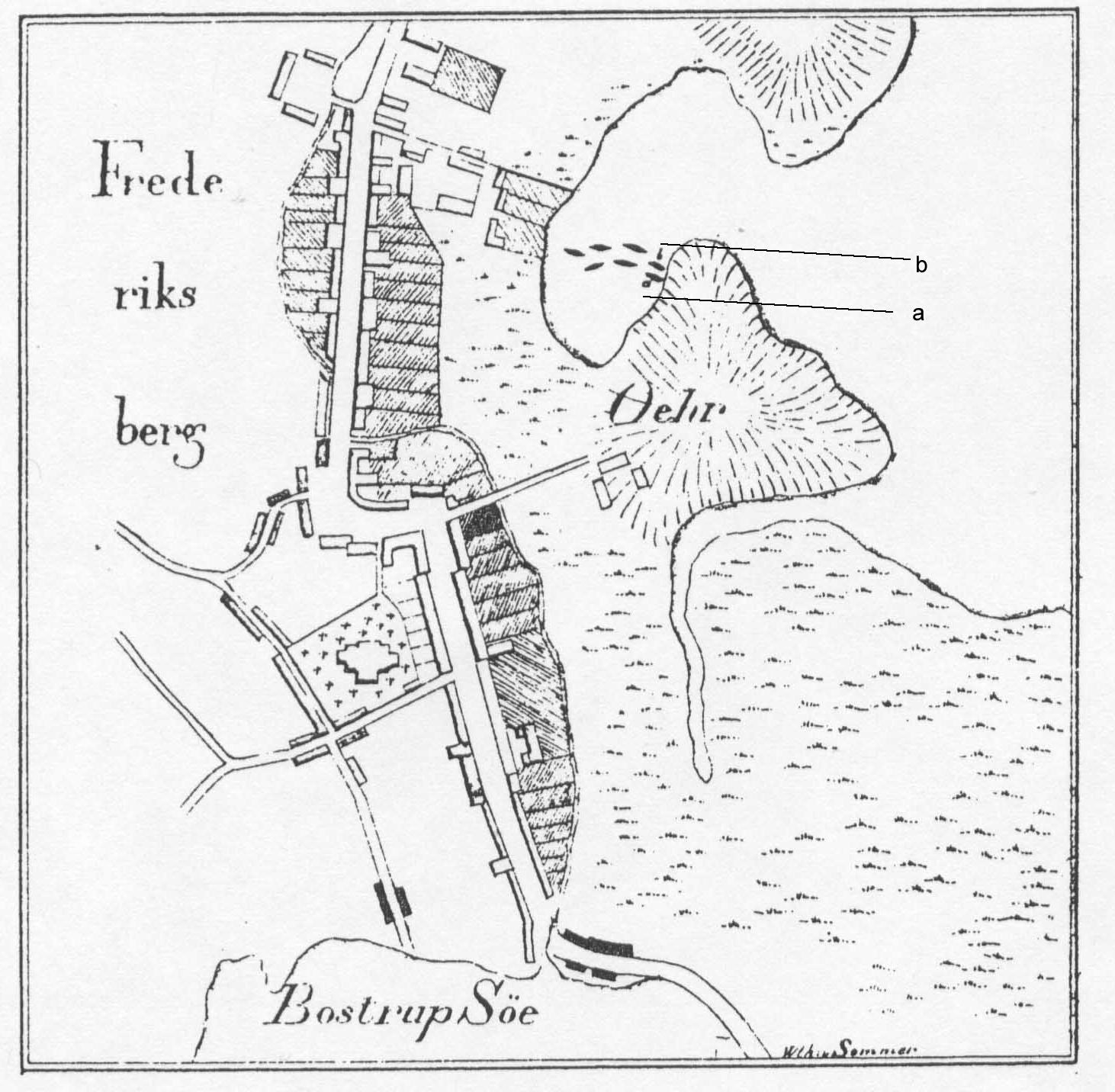
Kartierung der im Tegelnoor 1859 gefundenen Wracks

„Der ungewöhnlich starke Südweststurm, der hier (in Schleswig) am 11. Januar (1859) raste, trieb das Wasser so stark aus der Schlei, daß die in Jürgensens Beschreibung von Schleswig erwähnten Schiffe, die beim sogenannten Öhr versenkt sind, zum Teil zum Vorschein kamen“. So beginnt der in dänischer Sprache verfasste Bericht des Landvermessers und Rittmeisters Wilhelm von Sommer, der in Diensten der königlich dänischen Armee stand. Von Sommer legte an jenem Tag eines der Schiffe frei und dokumentierte in der Art seiner Zeit den Befund. Es war die erste schiffsarchäologische Untersuchung in Nordeuropa.
Die Berichte von 1822 und 1859 überlieferten eine Fülle von Details. Es waren zunächst vier Schiffe gesichtet worden. Der Büchsenschmied Gätke hatte im Jahre 1818 von dem „zunächst am Lande liegenden Schiff“ ein erhaltenes Deck aufgebrochen, eine kleine Bootskanone gefunden und geborgen. Soweit Gätke den Laderaum freilegen konnte, habe man allein Ziegelsteine als Ladung angetroffen, und man vermutete deshalb, das Schiff sei „mit Fleiß damit versenket worden“. Vier Jahre später untersuchten Holmer Fischer die vier Wracks und fanden wiederum Ziegelsteine, dazu auch einige Fliesen. Nach den Angaben der Beteiligten handelte es sich um Fahrzeuge von etwa 15 Metern Länge und vier Metern Breite.

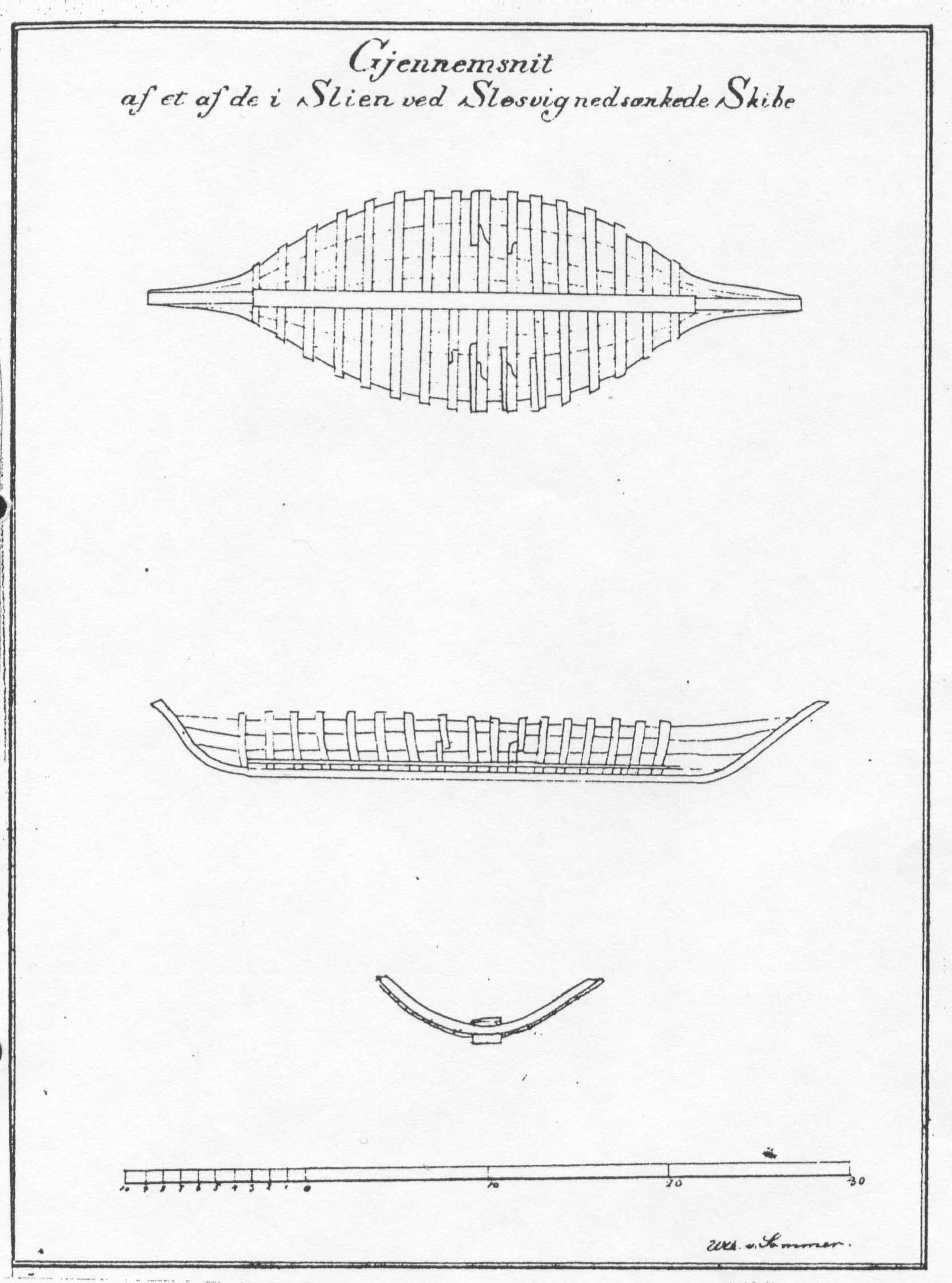
Von Sommers Aufmass von Wrack a

Von Sommer beschrieb im Jahre 1859 die Bauweise des dem Lande nächsten Schiffes „a“ und stellte eine maßstabsgenaue Zeichnung des 11 Meter langen und knapp 4 Meter breiten Schiffswracks her. Er gab auch eine Angabe der Fundtiefe: Das Wasser war „fünf Fuß“ also rund 1,5 Meter gefallen, und die Spantenköpfe ragten aus dem Weichsediment heraus. Das Wrack soll vierzig Jahre zuvor noch „nach Aussagen alter Leute“ die mit „Kopf und Schwanz einer Schlange“ verzierten Steven gehabt haben. Der Landvermesser zeichnete aber schließlich noch eine Karte des Fundortes, in die er die Position und Anordnung der Schiffe eintrug. Man erkennt auf dieser Karte zwei Reihen von in Kiellinie liegenden Schiffen, die sich quer über den Noorzugang erstrecken. Die obere, nördliche Reihe besteht aus vier, die südliche aus drei Schiffen. Von Sommer hatte also drei weitere Schiffe erkannt. Vermutlich war der Wasserstand in der Schlei tiefer gefallen als 1818/1822, sodass zum Westufer hin weitere Wracks sichtbar werden konnten. Dort seien die Wracks auch tiefer gelegen und nur knapp erkennbar gewesen. Es ist somit gut möglich, dass am westlichen Ufer des Noores noch weitere Wracks gelegen haben oder noch liegen.

## Die Wiederentdeckung im Jahre 1996

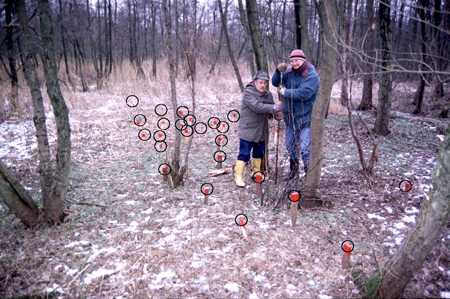
Prospektion mit dem Bohrstock

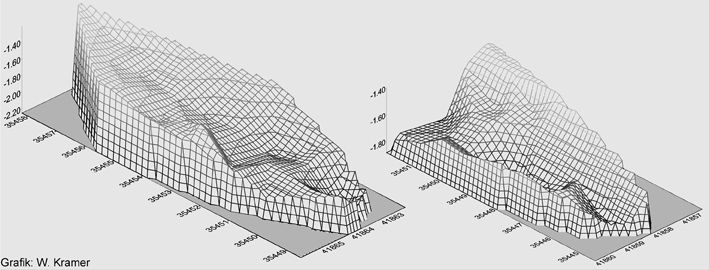
3d-Kartierung der beiden Schiffswracks nach den erbohrten Kontaktpunkten

Im Januar 1996 unternahm der Schleswiger Archäologe Willi Kramer bei starkem Frost eine Suche nach den 140 Jahre zuvor zuletzt gesehenen Wracks. Hierfür wurde mit einem Pürckhauer-Bohrstock ein enges Netz von Bohreinschlägen angelegt. Die Vermessungsskizze des Landvermessers von Sommer erwies sich als erstaunlich genau: Bereits nach wenigen Stunden Suche auf der Ostseite des ehemaligen Noores stieß man in 1,90 Meter Tiefe auf einen festen Widerstand. In der Folge gelang es dann, die Umrisse eines Schiffes (Schleswig-Tegelnoor-Wrack 1) von mindestens neun Metern Länge und etwas über drei Metern Breite zu ertasten. Die Kontaktstellen wurden durch Holzpflöcke markiert und auf die Landeskoordinaten eingemessen; auch die Auftrefftiefen wurden berücksichtigt. Am darauffolgenden Tag wurde das Wrack eines zweiten Schiffes entdeckt, das mit gleicher Ausrichtung nur drei Meter neben dem ersten Bootsfund liegt (Schleswig-Tegelnoor-Wrack 2). Das Schiff war ursprünglich mindestens 15 Meter lang und um vier Meter breit. Dieses Wrack ist allerdings nur über eine Länge von acht Metern erhalten.

## Archäologische Untersuchung und Datierung
An einer stevennahen Stelle von Schleswig-Tegelnoor-Wrack 1 wurde eine kleine, 1,20 × 1,50 Meter große Ausgrabungsfläche angelegt. Bei strengem Forst, der die Grubenseiten gefrieren ließ, gelang es, 1,40 Meter unter der Oberfläche (= 1,20 Meter unter Normalnull) Teile eines aus Eiche gebauten Schiffes zu erreichen.
Der Bodenaufbau an der Fundstelle zeigte, dass die beiden Schiffe an einem alten Ufer versenkt worden sind. Sie liegen in der Längsachse leicht geneigt. In der Querachse dürften sie mehr oder weniger auf ebenem Kiel stehen. Die erfassten Schiffsteile liegen zwischen 2,25 und 1,20 Meter unter NN, was mit von Sommers Angaben („Wasser war um fünf Fuss unter den normalen Stand gesunken“) übereinstimmt. Der Bodenaufbau ließ überdies erkennen, dass diese beiden Schiffe 1859 nicht entdeckt worden waren; die Bodenschichten waren nämlich ungestört. Von Sommers Bericht bestätigt dies auch: Zum einen hat er seine Wracks „a“ und „b“ über die gesamte Länge intakt angetroffen, was für Schleswig-Tegelnoor-Wrack 2 nicht zutrifft. Zum anderen war Wrack „a“ aus Kiefernplanken gebaut, und nur die Spanten und das durchgehende Kielschwein bestanden aus Eiche. Schleswig-Tegelnoor-Wrack 1 und 2 sind dagegen, so zeigen es jedenfalls die Bohrungen, voll aus Eiche gebaut. Die Anzahl der versenkten Schiffe erhöht sich damit von sieben auf neun Schiffe, wobei auf der Westseite des Noores durchaus noch ebenfalls unter alter Ufermudde verborgene Wracks liegen können.
Es konnten insgesamt vier Holzproben entnommen werden, die nach Untersuchungen des Dendrochronologischen Labors Göttingen – DELAG (Dr. Leuschner) alle vom selben Baum stammen: Die für dendrochronologische Arbeiten sehr ungünstig tangential zugesägten Planken ergaben Wachstumszeiten von 1506 bis 1608; es fehlten allerdings Splint oder Waldkante, sodass eine Datierung nur mit der Aussage „nach 1608“ angegeben werden kann. Dies ist eine ziemlich vage Angabe. Es können weitere Wachstumsjahren vergangen sein, bis das beprobte Bauholz geschlagen und verarbeitet worden ist. Mit einer Holzdatierung erhält man ohnehin nur eine Bauzeit des Schiffes, nicht aber die Zeit, in der das Schiff zum Wrack wurde. Das Ereignis von Versenkung oder Untergang kann in diesem Fall also nur in einem größeren Zeitrahmen gesucht und vermutet werden. Dieser Zeitrahmen dürfte mit der Angabe „erste Hälfte des 17. Jahrhunderts“ vorsichtig genug beschrieben sein.

## Zuordnung der versenkten Boostflotille
Im Verlauf des Dreißigjährigen Krieges war es 1627 und 1629 zu einer Besetzung der Herzogtümer Schleswig und Holstein durch kaiserliche Truppen gekommen. Der Liga-General Wallenstein hatte 1627 Jütland innerhalb von sechs Wochen erobert. Der dänische König Christian IV. musste auf die Insel Seeland flüchten. Versenkung und Verlust der Bootsflottille kann in diesem Rahmen geschehen sein. Das Ereignis kann aber auch mit der Belagerung von Schloss Gottorf im Jahre 1629 in Zusammenhang stehen. Die Belagerung war Höhepunkt eines Zangenangriffs dänischer Truppen. Dieser Angriff war von der Westküste und von der Schleimündung her ausgegangen. Er richtete sich gegen den Gottorfer Herzog Friedrich III., der mit Wallenstein ein Zweckbündnis eingegangen war, um die Besatzungslasten für sein Land zu mildern.